# Kozji rogovi
Kozji rogovi (Bidens frondosa) biljka je iz porodice Asteraceae. Areal rasprostanjenja obuhvata Kanadu, Sjedinjene Američke Države, Meksiko. Introdukovana je u mnoge druge delove sveta (Evropa, Azija, Novi Zeland, Maroko). Na skali invazivnosti svrstana je medju jako invazivne biljke.

## Opis
Jednogodišnja zeljasta biljka. Stabljike suuglavnom bez dlaka ili mogu imati razbacane bele dlake. Stabljike su često ljubičaste na sunčevom svetlu, u suprotnom su svetlo zelene ili crvenkasto zelene, na poprečnom preseku četvorougaone. Listovi su uglavnom neparno složeni, občno sa 3 do 5 listića. Plod je oko 1 cm dugačka ahenija sa papusom (cipsela), tamnobraon boje. Cvetne glave sadrže uglavnom narandžaste cvetiće. Cveta krajem leta, početkoma jeseni,  1 do 2 meseca. Cvetovi nemaju miris.

## Stanište i ekologija
Biljka raste pored reka, jezera, na vlažnim zemljištima. Invazivna je vrsta. Pogoduje joj umerena klima.
Moljci (najčešće Epibleam otiosana) polažu jaja na ovoj biljci i larve se hrane njome. Nektar privlači brojne insekte. Česti posetioci su bumbari, pčele, leptiri, ose. Semena jedu mlađi glodari I razne ptice, a listove zečevi.

## Upotreba
Bidens frondosa je potencijalno koristan izvor ekstrakta esencijalnih ulja sa antibakterijskim I antiooksidativnim svojstvima. Infuzi I tinkture imaju široku upotrebu u medicinske svrhe.Može se koristiti za lečenje iritacije, zapaljenja, bola i krvarenja sluzokože urinarnog trakta. Koristi se i kod benigne hipertrofije prostate, pojačanog lučenja urinarne kiseline i smanjenja rizika za napade gihta. Prijavljeno je da leči i palpitacije srca, kašalj. Korenje ili semenje se koristi kao ekspektorans kod iritacije grla. Čaj ili tinktura umiruju membrane, povećavaju lučenje sluzi I iskašljavanje i smanjuju edeme.

## Spoljašnje veze
- CalPhotos photos gallery, University of California